# 2016年リオデジャネイロパラリンピックのアルバ選手団
2016年リオデジャネイロパラリンピックのアルバ選手団（2016ねんリオデジャネイロパラリンピックのアルバせんしゅだん）は、2016年9月7日から9月18日までブラジルのリオデジャネイロで開催された2016年リオデジャネイロパラリンピックアルバ選手団の名簿。アルバは今大会がパラリンピック初参加。

## 選手団
- 人員: 選手 1人
- 開会式旗手: ヘスス・デ・マルチェナ

## 種目別選手・スタッフ名簿及び成績

### 競泳
- ヘスス・デ・マルチェナ
  - （男子50m自由形 S7 運動機能）棄権 予選敗退
  - （男子100m自由形 S7 運動機能）2分17秒84 予選敗退